# Порожнина Роша
Порожни́на Ро́ша — простір навколо гравітуючого тіла у подвійній системі, оточений еквіпотенційною поверхнею нульового рівня. Всередині кожної порожнини тяжіння центрального тіла переважає гравітацію сусіда. Названо на честь французького астронома Едуарда Роша, який вивчав взаємодію зір у тісних подвійних системах.

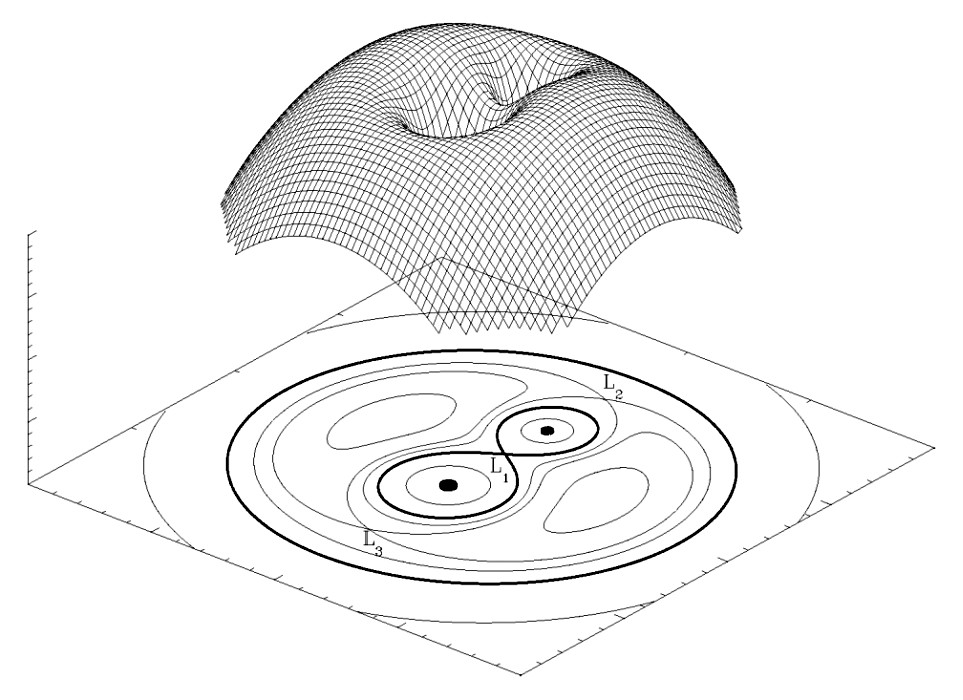
Схематичне зображення перерізу порожнин Роша у подвійній системі для тіл зі співвідношненням мас 2:1

Форма порожнин Роша близька до сферичної, але вони дещо витягнуті назустріч одна одній. Єдина точка дотику — внутрішня Лагранжева точка L1, у якій гравітація обох тіл врівноважується. На перерізі подвійної системи площиною, що проходить через центри обох тіл, межа порожнин утворює фігуру, яка нагадує «вісімку». Коли пишуть "зоря заповнює порожнину Роша", то мають на увазі не усю "вісімку", а лише частину, у якій вона знаходиться. Сленгово, "свою порожнину Роша". 
Порожнина навколо масивнішого тіла більша. Розміри залежать від відношення мас компонентів та відстані між ними. Для наближеного розрахунку радіусу можна скористатися формулою:
{\displaystyle r_{1}={{0,49q^{2/3}} \over {0,6q^{2/3}+\ln(1+q^{1/3})}}}, де:
- {\displaystyle q=M_{2}/M_{1}} — співвідношення мас компонент
- {\displaystyle r_{1}} — радіус порожнини навколо тіла {\displaystyle M_{1}}

Похибка такого наближення становить менше 1%. 
Такий "ефективний радіус" є радіусом сфери, об'єм якої дорівнює об'єму порожнини Роша, або "радіус рівного об'єму". 
Фізично, це відповідає рідині. Для баротропного рівняння стану, більш фізичною є визначення "баротропного радіусу", який на 4%-6% є меншим за "радіус рівного об'єму", що спричиняє систематичний зсув положення зорі на діаграмі "маса-радіус" .
Межа Роша є симетричною відносно орбітальної площини та площини, їй перпендикулярної, що проходить через лінію центрів, але суттєво відрізняється від сфери. Це важливо для врахування кутових розмірів зорі при затемненнях, які спостерігаються із "точкового" об'єкта (наприклад, білого карлика у катаклізмічних зорях чи нейтронної зорі у маломасивних рентгенівських системах). У роботі  обчислені оптимальні коефіціенти наближення у аналогічній формі {\displaystyle r_{1}={{Aq^{2/3}} \over {Bq^{2/3}+\ln(1+q^{1/3})}}} . Важливе виправлення одруківки до статті: 0.4990 повинно двічи бути замінене на 0.4490.
Порівняння спрощеної моделі із більш точною для прототипу класу затемнюваних полярів OTJ071126+440405 = CSS 081231:071126+440405 =  V808 Aur приведено .  
Порожнина Роша обчислюється із припущення, що маси обох тіл є точковими, або, принаймні, тіла є сферично-симетричними, що не виходять за межу Роша. Несферичність розподілу маси зорі, що заповнює порожнину Роша була врахована у політропному наближенні .
Точніші розрахунки потребують врахування ефектів загальної теорії відносності.
Поняття широко застосовується для пояснення еволюції зір у тісних подвійних систем. Еволюція масивнішої компоненти відбувається швидше і вона, зазвичай, першою досягає стадії червоного гіганта, збільшується у розмірах і може цілком заповнити власну порожнину Роша. У такому випадку через точку L1 починається перетікання речовини до менш масивної компоненти з утворенням навколо неї акреційного диска. На наступній стадії еволюції, на місці більш масивної зорі залишається компактний об'єкт (білий карлик, рідше нейтронна зоря або чорна діра), і акреція йде на нього із другого об'єкта, що заповнює порожнину Роша. Обмін масою суттєво впливає на подальшу еволюцію системи.